# R. Duncan Luce
Robert Duncan Luce (n. 16 mai 1925, Scranton, Pennsylvania, SUA – d. 11 august 2012, Irvine, California, SUA) a fost un matematician și om de știință american și a fost una dintre cele mai proeminente figuri din domeniul psihologiei matematice. La sfârșitul vieții sale, a deținut poziția de profesor de știintă cognitivă la Universitatea din California, Irvine.
Luce a obținut o diplomă de licență în ingineria aeronautică de la Institutul de Tehnologie din Massachusetts în 1945 și doctor în matematică de la aceeași universitate în 1950, sub conducerea lui I. S. Cohen, cu teze Despre semigrupuri. A început cariera profesorală la Universitatea Columbia în 1954, unde a fost profesor asistent în statisticile matematice și sociologie. După lecții de la Universitatea Harvard din 1957 până în 1959, a devenit profesor la Universitatea din Pennsylvania în 1959 și a fost numit profesor de psihologie Benjamin Franklin în 1968. După ce a vizitat Institutul de Studii Avansate începând cu 1969, Facultatea Irvine în 1972, dar sa întors la Harvard în 1976 ca Alfred North Whitehead profesor de psihologie și apoi mai târziu ca Victor S. Thomas profesor de psihologie. În 1988, Luce sa alăturat Facultății UC Irvine ca Distinct Profesor de Științe Cognitive și (din 1988 până în 1998), director al Institutului UCI pentru Științele matematice de comportament.
Luce a fost ales la Academia Națională de Științe în 1972 pentru munca sa privind măsurarea fundamentală, teoria utilităților, psihofizica globală și științele comportamentale matematice. El a primit Medalia Națională de Științe din 2003 în științele comportamentale și sociale pentru contribuțiile sale la domeniul psihologiei matematice.

## Legături externe

### Colecții de arhivă
- Guide to the R. Duncan Luce Papers. Special Collections and Archives, The UC Irvine Libraries, Irvine, California.

### Altele
- Luce's web page with publications. Arhivat în 2 iulie 2020, la Wayback Machine.
- Science journal's summary of his work.
- Biography of R. Duncan Luce from the Institute for Operations Research and the Management Sciences